# Hadena brecciaeformis
Hadena brecciaeformis är en fjärilsart som beskrevs av Eugen Johann Christoph Esper 1790. Hadena brecciaeformis ingår i släktet Hadena och familjen nattflyn. Inga underarter finns listade i Catalogue of Life.